# ده‌نو نصیرآباد
ده‌نو نصیرآباد یا ده‌نو روستایی در دهستان خبریز بخش مرکزی شهرستان ارسنجان استان فارس ایران است.

## جمعیت
بر پایه سرشماری عمومی نفوس و مسکن در سال ۱۳۹۵ جمعیت این روستا ۲۴۳ نفر (۶۶خانوار) بوده‌است.